# Nissan Cefiro
O Cefiro é um automóvel sedan da marca japonesa Nissan. Foi lançado em 1988 e fabricado até 2003.
O Cefiro teve as edições A31 (1988-1994), A32 (1994-1998) e A33 (1998-2003).

## Galeria
- Primeira geração (1988-1994)
- Segunda geração (1994-2000)
- Terceira geração (1998-2012)